# Chaetodon nigropunctatus
Chaetodon nigropunctatus là một loài cá biển thuộc chi Cá bướm (phân chi Rabdophorus) trong họ Cá bướm. Loài này được mô tả lần đầu tiên vào năm 1880.

## Từ nguyên
Tính từ định danh nigropunctatus trong tiếng Latinh mang nghĩa là "có chấm đen", hàm ý đề cập đến các chấm đen trên lớp vảy hai bên thân của loài cá này.

## Phạm vi phân bố và môi trường sống
Từ bờ biển phía nam Oman, C. nigropunctatus được phân bố ngược lên phía bắc, băng qua vịnh Oman đến vịnh Ba Tư.
C. nigropunctatus sống tập trung trên các rạn viền bờ hoặc trong đầm phá ở độ sâu đến ít nhất là 40 m.

## Mô tả

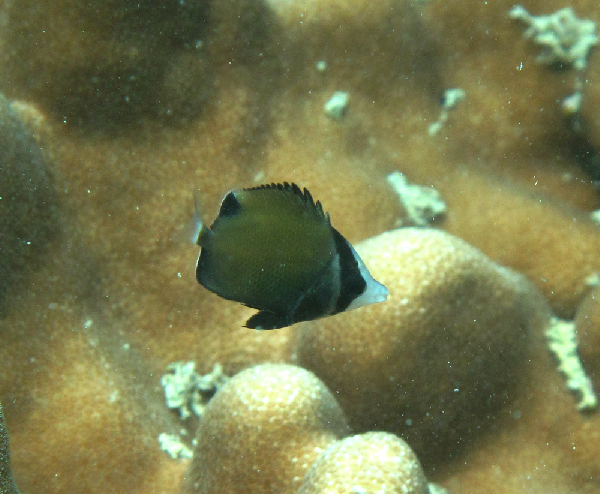
Cá con

C. nigropunctatus có chiều dài cơ thể lớn nhất được ghi nhận là 14 cm. Loài này có màu nâu sẫm, chi chít các chấm đen ở hai bên thân. Phần trán, mõm và cằm có màu trắng. Cá con có một sọc đen từ gáy băng dọc qua mắt, sọc này nhạt dần và tiêu biến ở cá trưởng thành. Vây lưng và vây hậu môn có viền đen sẫm ở rìa. Vây đuôi có vạch trắng ở gần rìa sau, phần vây phía sau vạch này torng suốt.
Số gai ở vây lưng: 13; Số tia vây ở vây lưng: 21–23; Số gai ở vây hậu môn: 3; Số tia vây ở vây hậu môn: 18–20; Số tia vây ở vây ngực: 14–15; Số gai ở vây bụng: 1; Số tia vây ở vây bụng: 5; Số vảy đường bên: 36–39.

## Sinh thái học
Thức ăn của C. nigropunctatus chủ yếu là san hô. C. nigropunctatus có thể sống đơn độc hoặc kết đôi với nhau (đặc biệt là vào thời điểm sinh sản).

## Thương mại
C. nigropunctatus ít khi được thu thập trong ngành kinh doanh cá cảnh.